# Romain Del Bello
 (septembre 2016).
Si vous disposez d'ouvrages ou d'articles de référence ou si vous connaissez des sites web de qualité traitant du thème abordé ici, merci de compléter l'article en donnant les références utiles à sa vérifiabilité et en les liant à la section « Notes et références ».
Romain Del Bello, né le 25 août 1974, est un journaliste sportif français qui a travaillé sur Canal+ jusqu'en 2018. C'est un spécialiste du football.

## Carrière
Après des débuts à Infosport en 1998, chaîne pour laquelle il commente le championnat d'Europe de 2000, Romain Del Bello rejoint TF1 à la fin de l'année 2000. Il réalise alors des sujets pour Téléfoot ainsi que pour les journaux télévisés de 13 heures et 20 heures. Il est ensuite homme de terrain pendant les matchs de Ligue des champions.
En parallèle, Del Bello intervient tous les dimanches dans l'émission Téléfoot pour la rubrique Zapping ainsi que pour la Ligue des champions.
Pendant les grandes compétitions, tel l'Euro 2008, il assiste aux conférences de presse et réalise des duplex pour les différentes émissions de TF1.
Le 6 août 2008, Romain Del Bello quitte la première chaine pour Canal+. Il intervient depuis le 8 septembre dans le nouveau magazine de la Ligue 1, le Canal Football Club. Le journaliste sportif commente également un bon nombre de matchs proposés par l’ensemble des antennes du groupe Canal+.
Entre 2008 et 2011, il présente notamment sur Canal+ Sport, l'émission Les Spécialistes, où débattent des consultants tels que Olivier Rouyer, Élie Baup ou Guy Roux sur le football dans sa globalité.
De plus entre 2009 et 2012, il présente les soirées spéciales Ligue Europa les soirs des matchs de cette compétition.
Entre 2012 et 2013, il présente The Specialists chaque mardi sur Canal+ Sport qui revient sur les faits marquants de la Premier League. Le samedi, il commente une affiche de Premier League et le dimanche, présente le Onze d'Europe avec un consultant de la chaine. Il commente également régulièrement des matchs de NHL (hockey sur glace) sur les antennes du groupe Canal+, sport qu'il pratique en loisirs.
En août 2013, il présente Jour de foot aux côtés de Eric Besnard. Du 26 aout 2013 jusqu'en juin 2015, il participe à J+1 chaque lundi à 22h50 sur Canal+ Sport.
Il intervient également les soirs de Ligue des champions dans l'émission Canal Champions Club.
En 2018, il quitte Canal+.
À partir d'août 2021, il partage sa passion pour le hockey sur glace en lançant sur les plateformes audio un podcast natif dénommé Hockey Arena.
Dans la nuit du 13 février 2022 au 14 février 2022, il est l'envoyé spécial pour La chaîne L'Équipe depuis le SoFi Stadium à l'occasion du Super Bowl LVI retransmis par la chaîne sportive, il avait également occupé ce poste deux semaines auparavant à l'occasion des finales de conférence de NFL.